# Famiglia (mafia)
Una famiglia o cosca, nel lessico mafioso, indica un'aggregazione di elementi criminali che hanno tra loro vincoli o rapporti di affinità, regole e rituali d'iniziazione, si riconoscono in un capo e sono inquadrati in una struttura gerarchica per riuscire a controllare tutti gli affari leciti e illeciti della zona dove operano.

## Caratteristiche
Questo tipo di aggregazioni criminali sono tipiche di Cosa nostra e delle sue ramificazioni negli Stati Uniti d'America (Cosa nostra statunitense), dove mafiosi siciliani emigrati alla fine del XIX secolo si aggregarono pure in Famiglie e si diedero la stessa scala gerarchica che avevano in Sicilia.
In passato, una famiglia criminale era chiamata in gergo mafioso «cosca», termine proveniente dalla lingua siciliana per designare le foglie del carciofo che, raggruppate insieme, formano la caratteristica corona della pianta (in siciliano cacocciola, termine con cui si indicava anche una consorteria di mafiosi tenuti insieme da un sodalizio indissolubile). Il capo pubblicamente riconosciuto di una «cosca» era chiamato, sempre nel gergo siciliano del passato, "pezzu di novanta" (il numero più alto del lotto) o "omo di rispettu" (uomo che merita rispetto).
La Famiglia prende il nome dal comune o dal quartiere in cui opera e il suo obiettivo è il controllo diretto o indiretto di tutte le attività lecite ed illecite del territorio di sua competenza. Essa può contare da un minimo di 10 ad un massimo di 200 affiliati ma la media è di circa 50. In Sicilia, due o tre Famiglie confinanti per territorio formano un "mandamento" e delegano un loro affiliato di fiducia, il capomandamento, di rappresentarle nella "Commissione provinciale", l'organo supremo di governo di Cosa nostra nell'ambito della provincia. 

Si entra a far parte di una Famiglia mafiosa con uno specifico rituale d'affiliazione chiamato in gergo mafioso «punciuta». Uno dei primi a descriverlo fu l'italoamericano Joe Valachi nel 1962. Durante un processo, a Tommaso Buscetta, tra i collaboratori di giustizia più celebri della storia della mafia siciliana, venne chiesto che cosa avesse fatto per entrare a far parte di Cosa nostra. Egli rispose: "non ho fatto nessuna domanda per diventare membro — venni chiamato, sono stato invitato". Infatti l'aspirante mafioso (che viene in gergo «avvicinato» ad un clan presente sul territorio) viene sottoposto ad un duro "tirocinio" da parte degli altri affiliati più anziani per saggiarne le "qualità" criminali e, quando è considerato pronto, viene condotto in una stanza alla presenza di tutti o di alcuni membri della Famiglia, i quali gli chiedono se vuole entrare in Cosa nostra; se la risposta è affermativa, è inviato a scegliere tra i presenti un "padrino",  il quale gli punge il dito della mano con cui spara con uno spillo e fa cadere il sangue su un'immaginetta sacra, che provvederà a bruciare e a mettergliela tra le mani mentre pronuncia un giuramento di fedeltà a Cosa nostra:
Tutti gli affiliati sono tenuti al rispetto di determinate regole di comportamento, prima fra tutte quella dell'omertà, ossia il divieto assoluto di parlare con gli estranei dei fatti della Famiglia. La violazione delle regole, a seconda della gravità, è punita con "pene" che possono andare dall'espulsione temporanea dalla Famiglia (in gergo mafioso l'uomo d'onore viene «posato» o messo "fuori confidenza") fino ad arrivare all'omicidio del trasgressore. Il collaboratore di giustizia Gaspare Mutolo descrisse così questo codice non scritto che vige all'interno di una Famiglia:
Il vincolo mafioso che tiene insieme i membri di una Famiglia è indissolubile poiché può essere sciolto solo con la morte o con la collaborazione con la giustizia dell'affiliato.

## Divisione territoriale

### 'Ndrangheta
Le famiglie mafiose sono tipiche anche della 'ndrangheta in Calabria, dove però esse sono più specificamente chiamate locali, formati da più 'ndrine, ossia famiglie di sangue con i relativi parenti, associatisi per controllare ogni affare illecito in un determinato luogo.

### Camorra
La camorra è formata da cosche (chiamate clan) che, dal punto di vista strutturale, hanno una minore solidità proprio poiché, sebbene aventi ai vertici delle famiglie criminali di riferimento (da cui, generalmente, prendono il nome), hanno al loro interno altri gruppi ed affiliati non legati tra loro da vincoli parentali. Proprio in virtù di ciò, la camorra sembra essere la mafia più fragile ed esposta alle offensive dello Stato.

### Cosa nostra

#### Provincia di Palermo
Secondo le relazioni della DIA, il territorio della sola città di Palermo è controllato da 33 Famiglie suddivise in 8 mandamenti:
| Mandamento                     | Famiglie | Affiliati |
| ------------------------------ | --- | --------- |
| San Lorenzo-Tommaso Natale     | - San Lorenzo - Tommaso Natale - Cardillo - Pallavicino - Zen - Partanna-Mondello - Capaci - Isola delle Femmine - Carini - Cinisi - Terrasini | 322       |
| Resuttana                      | - Resuttana - Acquasanta - Arenella | 136       |
| Passo di Rigano – Boccadifalco | - Boccadifalco-Passo di Rigano - Torretta - Uditore                                                                                            | 102       |
| Noce                           | - Noce - Malaspina-Cruillas - Altarello di Baida                                                                                               | 151       |
| Pagliarelli                    | - Borgo Molara - Corso Calatafimi - Pagliarelli - Rocca-Mezzomonreale - Villaggio Santa Rosalia                                                | 94        |
| Porta Nuova                    | - Borgo Vecchio - Palermo Centro - Porta Nuova - Kalsa                                                                                         | 245       |
| Brancaccio                     | - Brancaccio - Ciaculli-Croceverde - Corso dei Mille - Roccella                                                                                | 313       |
| Santa Maria di Gesù            | - Guadagna - Santa Maria di Gesù - Villagrazia                                                                                                 | 177       |

In provincia di Palermo operano 49 Famiglie divise in 7 mandamenti:
| Mandamento                                                                      | Famiglie | Affiliati |
| ------------------------------------------------------------------------------- | --- | --------- |
| Misilmeri                                                                       | - Belmonte Mezzagno - Bolognetta - Misilmeri - Villafrati-Cefalà Diana - Santa Cristina Gela                                                                     | 208       |
| Bagheria                                                                        | - Altavilla Milicia - Bagheria - Casteldaccia - Ficarazzi - Villabate                                                                                            | 99        |
| Corleone                                                                        | - Corleone - Godrano - Lercara Friddi - Marineo - Mezzojuso - Palazzo Adriano - Prizzi - Roccamena                                                               | 74        |
| Camporeale (nato dall'unione tra i mandamenti di Partinico e San Giuseppe Jato) | - Altofonte - Borgetto - Camporeale - Giardinello - Monreale - Montelepre - Partinico - Piana degli Albanesi - San Cipirello - San Giuseppe Jato                 | 207       |
| Caccamo                                                                         | - Baucina - Caccamo - Ciminna - Roccapalumba - Termini Imerese - Trabia - Valledolmo - Ventimiglia di Sicilia - Vicari - Montemaggiore Belsito                   | 99        |
| San Mauro Castelverde (o delle Madonie)                                         | - San Mauro Castelverde - Collesano - Gangi - Lascari - Polizzi Generosa - Campofelice di Roccella - Sciara-Cerda - Mistretta (anche se in provincia di Messina) | 53        |

#### Provincia di Agrigento
In provincia di Agrigento sono presenti 42 Famiglie ripartite in 7 mandamenti:
| Mandamento              | Famiglie |
| ----------------------- | --- |
| Campobello di Licata    | - Campobello di Licata - Canicattì - Castrofilippo - Grotte-Comitini-Racalmuto - Ravanusa |
| Palma di Montechiaro    | - Camastra - Licata - Naro - Palma di Montechiaro |
| Agrigento               | - Giardina Gallotti - Agrigento - Porto Empedocle - Realmonte - Siculiana |
| Bivona                  | - Alessandria della Rocca - Aragona - Bivona - Cammarata - Casteltermini - Sant’Angelo Muxaro - San Biagio Platani - Santa Elisabetta - San Giovanni Gemini - Santo Stefano Quisquina - Raffadali |
| Burgio                  | - Burgio - Calamonaci - Caltabellotta - Lucca Sicula - Villafranca Sicula |
| Santa Margherita Belice | - Santa Margherita Belice - Menfi - Montevago - Sambuca di Sicilia - Sciacca |
| Cianciana               | - Cianciana - Cattolica Eraclea - Montallegro - Joppolo Giancaxio - Ribera |

#### Provincia di Trapani
In provincia di Trapani sono attive 17 Famiglie divise in quattro mandamenti:
| Mandamento       | Famiglie                                                                                             |
| ---------------- | --- |
| Alcamo           | - Alcamo - Calatafimi - Castellammare del Golfo                                                      |
| Castelvetrano    | - Castelvetrano - Campobello di Mazara - Salaparuta-Poggioreale - Partanna - Gibellina - Santa Ninfa |
| Mazara del Vallo | - Mazara del Vallo - Salemi - Vita - Marsala                                                         |
| Trapani          | - Trapani - Valderice - Custonaci - Paceco                                                           |

#### Provincia di Caltanissetta
In provincia di Caltanissetta sono presenti 18 Famiglie suddivise in quattro mandamenti:
| Mandamento           | Famiglie                                                                       |
| -------------------- | ------------------------------------------------------------------------------ |
| Vallelunga Pratameno | - San Cataldo - Vallelunga Pratameno - Marianopoli - Caltanissetta             |
| Riesi                | - Riesi - Delia - Sommatino                                                    |
| Gela                 | - Gela - Niscemi - Mazzarino                                                   |
| Mussomeli            | - Campofranco-Sutera - Montedoro-Milena-Bonpensiere - Serradifalco - Mussomeli |

#### Provincia di Catania
A Catania sono presenti due Famiglie (Santapaola-Ercolano e Mazzei, dai nomi dei boss storici) ed altre due nel resto della provincia (Caltagirone e Ramacca).

#### Provincia di Messina
A Messina e provincia non è ben definita la distinzione tra famiglia e clan. Attualmente a Messina vi sono dei clan abbastanza egemoni, come il clan di Giostra e il clan di Mangialupi. Altri quartieri in cui sono presenti sodalizi mafiosi sono: Contesse, Provinciale e Gravitelli. In provincia invece i clan presenti sono quello dei barcellonesi, quello dei mazzarroti e quello dei Tortoriciani. A Mistretta è presente una vera e propria famiglia, appartenente al mandamento di San Mauro Castelverde.

#### Provincia di Enna
In provincia di Enna operano cinque Famiglie mafiose (Villarosa, Calascibetta, Enna, Pietraperzia e Barrafranca).

### Sacra Corona Unita
La Sacra Corona Unita è un'organizzazione criminale italiana di connotazione mafiosa che ha il suo centro in Puglia, prevalentemente attiva nel Salento e che ha trovato degli accordi criminali con organizzazioni criminali dell'est europeo. Per la sua specificità emerge e si distacca dalle altre mafie italiane.

## Struttura

La struttura tipica del clan di Via Venezia, associazione mafiosa tradizionale

### Capo
Tutti i membri di una famiglia eleggono il proprio capo o rappresentante (chiamato anche con il termine inglese "boss"), il quale nomina i caporegime, il consigliere e il vicecapo ed ha il compito di dirigere le attività della cosca, così come di rappresentarla alle altre famiglie.

### Vicecapo
Il ruolo del sottocapo o vicecapo ("viceboss" in inglese) può somigliare a quello di un intermediario, ma è molto spesso associato anche al comando di un'operazione che non richiede l'intervento diretto del capo. In assenza del rappresentante, il vicecapo diviene automaticamente il reggente dell'intera cosca.

### Consigliere
Il braccio destro del boss è il consigliere, colui che lo assiste nelle sue faccende e che viene chiamato per dare consigli al capo e a tutti i membri della famiglia; solitamente sono da un minimo di uno a un massimo di tre, a seconda delle dimensioni della famiglia. Spesso il consigliere è un affiliato anziano che conosce bene i personaggi di spicco e le politiche interne della sua zona. In alcuni casi le figure del consigliere e del vicecapo coincidono.

### Capodecina
Il capodecina (o caporegime) ricopre il ruolo di ufficiale e, nominato dal capofamiglia, funge da tramite tra il rappresentante e i soldati: ciascun capodecina coordina e comanda un gruppo di soldati - solitamente dieci, da qui il nome - e ha l'incarico di avvisarli quando si svolgono le riunioni.

### Soldato
Il cosiddetto soldato o "uomo d'onore", conosciuto anche come made man in inglese, è un membro della famiglia ritualmente affiliato che ha un peso indipendentemente dalla carica che può ricoprire: infatti i soldati eleggono il rappresentante della propria famiglia e si occupano di svolgere le attività impartite loro (dall'esecuzione di omicidi, al traffico di droga, alle operazioni di usura, al racket delle estorsioni e la relativa riscossione dei soldi).

### Avvicinato
Ogni membro di una famiglia collabora con uno o più aspiranti mafiosi non ancora affiliati solitamente chiamati "avvicinati" o associati, i quali sono possibili candidati all'affiliazione e quindi vengono messi alla prova per saggiare la loro affidabilità, facendogli compiere numerose commissioni (esse possono essere l'estorsione, il contrabbando e la riscossione dei soldi dei racket, così come il trasporto di armi da un covo all'altro, l'esecuzione di omicidi o il furto di automobili e moto per compiere atti delittuosi): la posizione di avvicinato può durare diversi anni o anche per sempre.
In Cosa Nostra statunitense l'associato è una persona che collabora o lavora per la mafia italoamericana, di cui non è un membro ufficiale. Molto spesso l'associato è un criminale di origini non-italiane, che per motivi di sangue non potrebbe mai far parte di una famiglia ma che collabora con esse (ne sono un esempio i casi di Richard Kuklinski e di Henry Hill).

## Nella cultura di massa
Nella cultura popolare ci sono vari riferimenti a questa organizzazione di mafiosi: infatti lo spopolare dei film polizieschi negli anni trenta e negli anni settanta/anni ottanta del XX secolo ha fatto comprendere meglio la struttura delle cosche alla gente grazie anche a romanzi che hanno lasciato il segno, tra questi si ricordi Il padrino di Mario Puzo, che mostra le strutture gerarchiche di una Famiglia mafiosa.
Un altro romanzo di questo genere è Il delitto paga bene di Nicholas Pileggi, che narra le vicende di Henry Hill, un avvicinato della famiglia Lucchese di New York, apparso anche al cinema nel film Quei bravi ragazzi di Martin Scorsese.
Nel manga Le bizzarre avventure di JoJo, il protagonista di Vento Aureo entra a far parte della Famiglia Passione, della quale viene mostrata la scala gerarchica.
Nella webserie Helluva Boss, uno degli antagonisti, Crimson, è il capo di una famiglia mafiosa di cui una volta era membro uno dei protagonisti, Moxxie. Viene inoltre spiegato che, per l'affiliazione, uno dei riti d'iniziazione prevede il matrimonio con un membro del gruppo, non necessariamente una donna.
Nella ultima serie TV denominata Tulsa King, Sylvester Stallone interpreta l'ex capo di una famosa famiglia mafiosa di New York.